# 克劳特沙伊德
克劳特沙伊德是德国莱茵兰-普法尔茨州的一个市镇。总面积8.59平方公里，总人口248人，其中男性124人，女性124人（2011年12月31日），人口密度29人/平方公里。